# Людовік Ажорк
Людовік Ажорк (фр. Ludovic Ajorque, нар. 25 лютого 1994, Сен-Дені) — французький футболіст, нападник клубу «Майнц». На умовах оренди грає за французький «Брест».
Виступав, зокрема, за клуби «Анже» та «Клермон».

## Ігрова кар'єра
Народився 25 лютого 1994 року в місті Сен-Дені. Вихованець юнацьких команд футбольних клубів «Ексельсіор», «Нант» та «Анже».
12 серпня 2014 року Людовік дебютував у складі «Анже» в матчі за Кубок французької ліги проти «Німа».
Влітку 2014 року перейшов на правах оренди до клубу «Ле-Пуаре-сюр-Ві», а ще через рік до «Люсона». У липні 2016 року Ажорк уклав трирічну угоду з командою «Клермон». Після завершення сезону 2017–18 Людовік підписав чотирирічну угоду зі «Страсбур». Сума трансферу склала 1,5 мільйона євро.
12 серпня 2018 року Ажорк дебютував за «Страсбур» вийшовши у стартовому складі проти «Бордо», а 1 вересня відкрив лік забитим голам в домашньому матчі проти «Нанта» в якому його клуб поступився 2–3. 19 січня 2019 року Людовік відзначився дублем у переможному матчі 5–1 проти «Монако», а 9 березня ще додав дубль в матчі проти «Ліона» на Стад де ла Мено.
У Кубку французької ліги 2018–19 Ажорк провів чотири гри та забив два голи, а ельзасці вперше за 14 років виграли трофей. 8 січня він відзначився у чвертьфіналі проти «Ліона», а через три тижні він зрівняв рахунок у домашній перемозі над «Бордо» 3–2. Ця перемога надала можливість «Страсбуру» взяти участь в Лізі Європи, де за сумою двох матчів переграли ізраїльський клуб «Маккабі» (Хайфа) 4–3.
У червні 2020 року Ажорк продовжив контракт до 2024 року. За підсумками наступного сезону Людовік посів четверте місце серед бомбардирів після Кіліана Мбаппе, Віссама Бен Єддер та Мемфіса Депая. У сезоні 2021–22 він увійшов також до десятки найкращих бомбардирів маючи в активі 12 забитих голів. 7 листопада 2021 року його вперше в кар'єрі було вилучено з поля за фол проти Фабіо в матчі проти «Нанта», який завершився внічию 2–2.
У січні 2023 року перейшов до клубу «Майнц 05». Сума трансферу склала близько 6 мільйонів євро. 25 січня дебютував у Бундеслізі в домашньому матчі проти клубу «Боруссія» (Дортмунд), замінивши Каріма Онісіво на 80-й хвилині. 
25 липня 2024 року Ажорк на правах оренди перейшов до клубу «Брест».

## Збірна
Як уродженець Реюньйона, Ажорк має малагасійське походження, і його запросили приєднатися до збірної Мадагаскару в березні 2018 року. Але він відмовився, зосередившися на клубному футболі.

## Статистика виступів

### Статистика клубних виступів
| Клуб                          | Сезон             | Ліга              | Ліга  | Ліга | Кубок | Кубок | Кубок ліги | Кубок ліги | Європа | Європа | Разом | Разом |
| Клуб                          | Сезон             | Дивізіон          | Матчі | Голи | Матчі | Голи  | Матчі      | Голи       | Матчі  | Голи   | Матчі | Голи  |
| ----------------------------- | ----------------- | ----------------- | ----- | ---- | ----- | ----- | ---------- | ---------- | ------ | ------ | ----- | ----- |
| «Анже»                        | 2012–13           | НЧ 2              | 7     | 1    | —     | —     | —          | —          | —      | —      | 7     | 1     |
| «Анже»                        | 2013–14           | НЧ 2              | 22    | 10   | —     | —     | —          | —          | —      | —      | 22    | 10    |
| «Анже»                        | 2014–15           | НЧ 2              | 8     | 3    | —     | —     | —          | —          | —      | —      | 8     | 3     |
| «Анже»                        | Разом             | Разом             | 37    | 14   | —     | —     | —          | —          | —      | —      | 37    | 14    |
| «Анже»                        | 2014–15           | Ліга 2            | 0     | 0    | 0     | 0     | 1          | 0          | —      | —      | 1     | 0     |
| «Ле-Пуаре-сюр-Ві» (оренда)    | 2014–15           | НЧ                | 15    | 2    | 1     | 0     | —          | —          | —      | —      | 16    | 2     |
| «Ле-Пуаре-сюр-Ві» II (оренда) | 2014–15           | НЧ 2              | 1     | 0    | —     | —     | —          | —          | —      | —      | 1     | 0     |
| «Люсон» (оренда)              | 2015–16           | НЧ                | 32    | 9    | 0     | 0     | —          | —          | —      | —      | 32    | 9     |
| «Клермон»                     | 2016–17           | Ліга 2            | 28    | 5    | 0     | 0     | 2          | 1          | —      | —      | 30    | 6     |
| «Клермон»                     | 2017–18           | Ліга 2            | 37    | 14   | 1     | 0     | 2          | 0          | —      | —      | 40    | 14    |
| «Клермон»                     | Разом             | Разом             | 65    | 19   | 1     | 0     | 4          | 1          | —      | —      | 70    | 20    |
| Клермон II                    | 2016–17           | НЧ 2              | 2     | 1    | —     | —     | —          | —          | —      | —      | 2     | 1     |
| Страсбур                      | 2018–19           | Ліга 1            | 25    | 9    | 0     | 0     | 4          | 2          | —      | —      | 29    | 11    |
| Страсбур                      | 2019–20           | Ліга 1            | 26    | 8    | 0     | 0     | 1          | 0          | 6      | 2      | 33    | 10    |
| Страсбур                      | 2020–21           | Ліга 1            | 35    | 16   | 1     | 0     | —          | —          | —      | —      | 36    | 16    |
| Страсбур                      | 2021–22           | Ліга 1            | 36    | 12   | 2     | 0     | —          | —          | —      | —      | 38    | 12    |
| Страсбур                      | 2022–23           | Ліга 1            | 13    | 1    | 0     | 0     | —          | —          | —      | —      | 13    | 1     |
| Страсбур                      | Разом             | Разом             | 135   | 46   | 3     | 0     | 5          | 2          | 6      | 2      | 149   | 50    |
| Майнц 05                      | 2022–23           | Бундесліга        | 17    | 6    | 1     | 0     | —          | —          | —      | —      | 18    | 6     |
| Майнц 05                      | 2023–24           | Бундесліга        | 26    | 2    | 2     | 1     | —          | —          | —      | —      | 28    | 3     |
| Майнц 05                      | Разом             | Разом             | 43    | 8    | 3     | 1     | —          | —          | —      | —      | 46    | 9     |
| Брест (оренда)                | 2024–25           | Ліга 1            | 6     | 1    | 0     | 0     | —          | —          | 2      | 0      | 8     | 1     |
| Усього за кар'єру             | Усього за кар'єру | Усього за кар'єру | 336   | 100  | 8     | 1     | 10         | 3          | 8      | 2      | 362   | 106   |

## Титули і досягнення
«Страсбур»
- Кубок французької ліги: 2018–19[18]